# 花沢の里
花沢の里（はなざわのさと）は静岡県焼津市花沢地区にある集落の通称。集落全体に古い民家が多数現存し、静岡県内で初めて国の重要伝統的建造物群保存地区に選定された。

## 概要

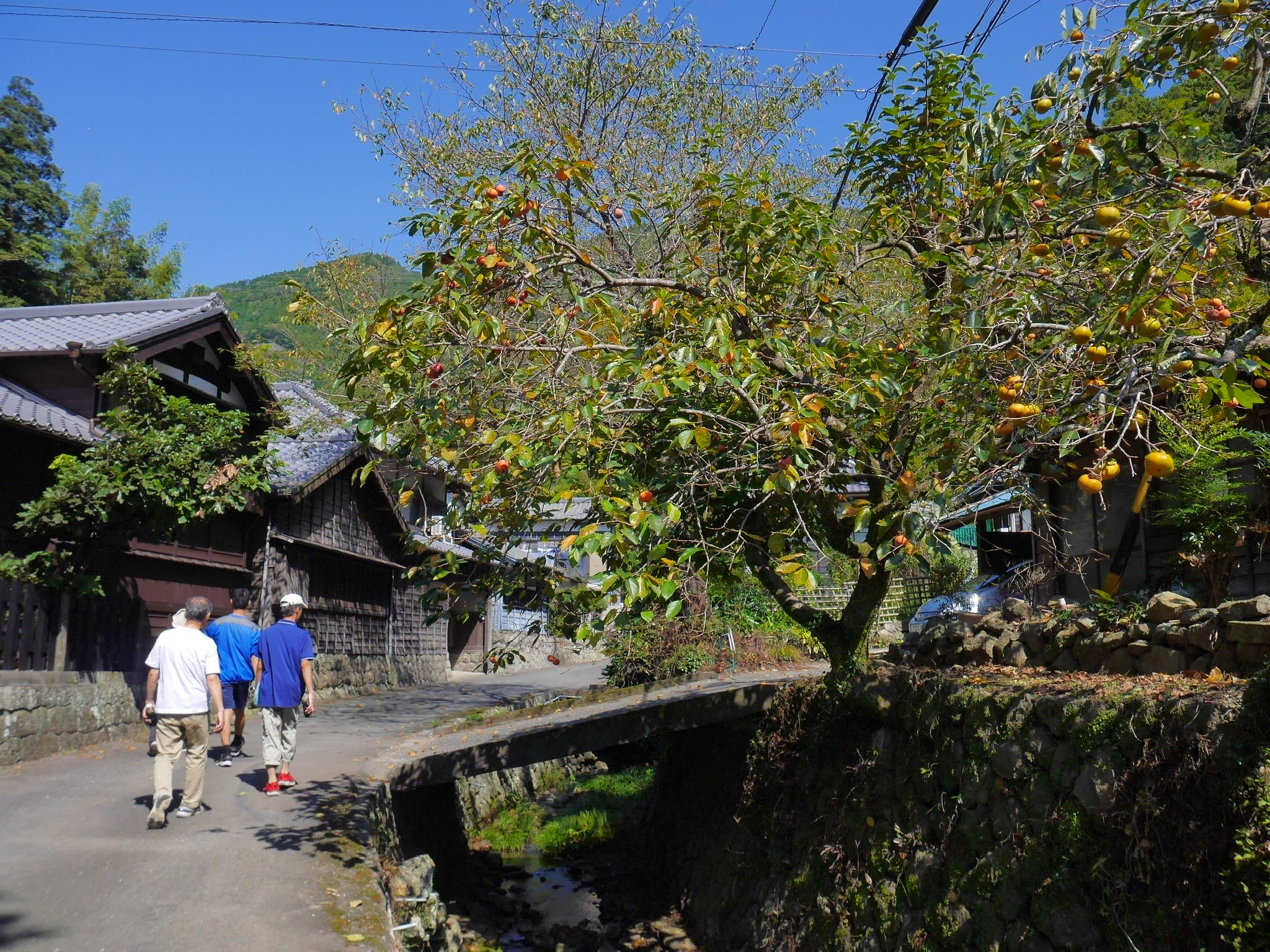
花沢の里（2021年10月14日）

焼津市花沢は、市域北部の高草山や満観峰・花沢山などの、静岡市との境を画する山々に囲まれた地域である。花沢集落は、山裾を下刻する花沢川の谷間に位置する約30戸ほどの集落で、集落内の街道は旧東海道の一つとされる。
集落の北端には法華寺があり、その北側は静岡市との境になる稜線が壁のようにそびえ、日本坂峠を越える山道となる。集落と民家は、増改築を繰り返しつつも江戸時代にあたる17世紀以来の形態をほとんど保ったまま現代まで続いていると考えられ、街道沿いには石垣の基礎をもつ板張りの家が建ち並んでいる。周囲の山も、茶畑やミカン畑として利用されてきた。
古民家群と周辺山林、さらに「ダンダン」と呼ばれる階段付の花沢川の護岸や水路などが一体となって歴史的風致を作り出しているとして、南北約800メートル、東西約240メートル、面積約19.5ヘクタール（195000平方メートル）の範囲が2014年（平成26年）2月に焼津市の伝統的建造物群保存地区に決定し、その後同年9月18日付官報告示により国の重要伝統的建造物群保存地区に選定された。

## アクセス
- 自家用車：東名高速道路焼津インターチェンジより約10分。駐車場あり（無料 約50台 大型2台）[7]。
- バス：焼津駅南口より、焼津循環線バス乗車。「高草山石脇入口」または「日本坂PA」下車。徒歩約30分。
- 鉄道：東海道本線焼津駅北口よりタクシーで約18分。

## 註釈
1. ↑  焼津市（焼津市/花沢の里）
2. 1 2  国指定文化財等データベース（焼津市花沢）
3. ↑  久保山健太撮影『花沢の里』2021年10月14日。
4. ↑  焼津市教育委員会文化財課 pp.18
5. ↑  焼津市教育委員会文化財課 pp.20
6. ↑  焼津市（焼津市花沢伝統的建造物群保存地区）
7. ↑  一般社団法人焼津市観光協会